# 율전초등학교 방내분교
율전초등학교 방내분교는 대한민국 강원특별자치도 홍천군 내면 방내리 793-2에 있었던 공립 초등학교이다.

## 학교 연혁
- 1941년 3월 31일 상남초등학교 방내간이학교 설립인가
- 1944년 4월 1일 방내국민학교 승격
- 1972년 1월 3일 슬라브교실 2실 개축
- 1980년 8월 20일 슬라브교실 1실, 현관 개축
- 1994년 3월 1일 율전초등학교 방내분교로 편입
- 1996년 3월 1일 율전초등학교 방내분교로 개칭
- 2012년 3월 1일 율전초등학교로 통폐합